# لشکر ۱۵ نیروهای ویژه (سوریه)
لشکر ۱۵ نیروهای ویژه سوریه (انگلیسی: 15th Special Forces Division) لشکر نیروهای ویژه نیروی زمینی سوریه است، که در سال ۱۹۹۰ تأسیس شد. ستاد فرماندهی لشکر ۱۵ در شهر دمشق قرار دارد.
لشکر ۱۵ ویژه لشکری از نیروهای مسلح سوریه بود که در عملیات پیاده‌نظام سبک تخصص داشت و در استان سویدا مستقر بود. این لشکر بخشی از سپاه اول ارتش سوریه بود.
سوری‌ها از اصطلاح «نیروهای ویژه» برای توصیف لشکرهای چهاردهم، پانزدهم و همچنین هنگ‌های مستقل «نیروهای ویژه» استفاده می‌کردند، اما آنها هم از نظر مأموریت و هم از نظر ترکیب، بیشتر شبیه واحدهای پیاده نظام سبک متعارف بودند تا نیروهای ویژه غربی.
اصطلاح نیروهای ویژه ظاهراً به دلیل آموزش‌های تخصصی آنها در عملیات‌های هوابرد و حمله هوایی به کار می‌رفت، اما آنها فقط در رابطه با تیپ‌های زرهی و مکانیزه متعارف ارتش سوریه به عنوان نیروهای پیاده نظام سبک و نخبه در نظر گرفته می‌شدند.